# Cốm
 (juin 2016).
Si vous disposez d'ouvrages ou d'articles de référence ou si vous connaissez des sites web de qualité traitant du thème abordé ici, merci de compléter l'article en donnant les références utiles à sa vérifiabilité et en les liant à la section « Notes et références ».
Pour les articles homonymes, voir Com.
Ne pas confondre avec le terme « cơm » que l'on retrouve dans le nom du plat cơm tấm où « cơm » signifie riz blanc cuit.
Le cốm (mot vietnamien) consiste en des grains de riz gluant jeune pilés, grillés et débarrassés de leurs balles. Sa couleur est vert tendre et son parfum léger.
Du fait de sa rareté, le cốm frais est souvent utilisé comme cadeau par les Hanoïens.

## Consommation
Le cốm est dégusté seul ou avec des kakis rouges ou des bananes mûres. Il peut être sauté, frit avec du sucre et mangé comme gâteau au dessert (bánh cốm (vi)). Il est emballé dans des feuilles de lotus ou de pomme de terre afin d'ajouter une odeur délicates aux pépites,.

## Production
Le cốm est la spécialité de quelques villages en banlieue de Hanoï : Lu, Mê Tri, Mai Dich, mais le cốm du village de Vòng (vi) est le plus réputé,.

## Citation
Selon l’écrivain Liễu Thanh[Qui ?] : « Le cốm est un produit miracle de l’automne à Hanoi. ».
On retrouve régulièrement l'expression « Thức quà thanh tao của mùa thu Hà Nội » qui signifie « Un cadeau élégant de l'automne de Hanoi » pour qualifier ce plat.